# Kusztos Tibor
Kusztos Tibor (Nagybacon, 1946. október 8. –) református esperes-lelkész, szerkesztő, költő, politikus.

## Életpályája
1946. október 8-án született Erdélyben, az erdővidéki Nagybaconban. A hat elemi osztályt követően, 1959-től a sepsiszentgyörgyi Székely Mikó Kollégium diákja. Teológiai tanulmányait a Kolozsvári Protestáns Teológiai Intézetben végezte. 1969–1970 között Nagymedvés református lelkésze volt. 1970–1973 között missziós lelkész a Nagyszeben, Fogaras, Szászmedgyes, Segesvár környéki szórványban. Itt a lelkészi szolgálat mellett a magyar nyelv oktatását is felvállalta, kulturális misszióként színdarabokat tanított be. A hatóságok fenyegető közbeavatkozásától Sütő András mentette meg. Ebben az időszakban született Fehér falak című, sokáig szamizdatban terjedő verse.1973–1976 között ismét parókus lelkész, Ádámoson. 1976–1983 között Magyarkirályfalva lelkésze, 1984–1994 között Kovászna református lelkésze, az 1990-1994-es időszakban a visszaalakított Kézdi-Orbai Egyházmegye esperese. 1994–2012 között a bánffyhunyadi református gyülekezet lelkipásztora volt. 2012 óta nyugdíjas, Budapesten él.
Gyakorivá váló médiaszereplései mellett Bánffyhunyadon megszilárdította a város szülötte, Ravasz László kultuszát. A Kalotaszeg folyóirat kiadását, nyomtatását megszervezte, a korábbi főszerkesztő, Vasas Samu halálát követően, 1997-től a lap főszerkesztője volt.
A romániai rendszerváltás kezdeti szakaszában Kovásznán számos kezdeményezésben részt vett. 1990-ben egyik alapítója és választmányi tagja volt a kovásznai RMDSZ szervezetének, a Kovászna Megyei Választmánynak, elnöke a Vallásügyi Bizottságnak, majd tagja az Országos Küldöttek Tanácsának. Tagja volt az RMDSZ azon csoportjának, amely 1990-től, Király Károly első próbálkozásától, kezdeményezője volt a Székelyföldi területi autonómiának. A székelyföldi, erdélyi közéletben később, a 2000-es években is aktívan részt vett, 2004-ben az induló Erdélyi Magyar Néppárt bánffyhunyadi szervezete tiszteletbeli elnökévé választotta.

## Családja
Felesége, Kusztos Ildikó Mária, Kalotaszeg hímzett örökségének népszerűsítője. Két leánya van: Borsiné Kusztos Ildikó, református lelkipásztor és Váradi-Kusztos Györgyi irodalomtudós, a Károli Gáspár Református Egyetem oktatója.

## Elismerései
2005 - Enying Város díszpolgára

2005 - Magyar Kultúra Lovagja

2006 - Bartók Béla-Emlékdíj Bánffyhunyad, református templom és Kusztos Tibor részére